# Owczary (Łódź)
Pour les articles homonymes, voir Owczary.
Owczary (prononciation [ɔfˈt͡ʂarɨ]) est un village de la gmina de Mniszków, du powiat d'Opoczno, dans la voïvodie de Łódź, situé dans le centre de la Pologne.
Il se situe à environ 9 kilomètres à l'ouest de Mniszków (siège de la gmina), 26 kilomètres à l'ouest d'Opoczno (siège du powiat) et 56 kilomètres au sud-est de Łódź (capitale de la voïvodie).

## Administration
De 1975 à 1998, le village était attaché administrativement à l'ancienne voïvodie de Piotrków.

Depuis 1999, il fait partie de la nouvelle voïvodie de Łódź.